# 2024–2025-ös Európa-liga (alapszakasz)
A 2024–2025-ös Európa-liga alapszakaszának mérkőzéseit 2024. szeptember 25. és 2025. január 30. között játsszák. Az alapszakaszban 36 csapat vesz részt, melyből 8 csapat jut tovább automatikusan az egyenes kieséses szakaszba, míg a 9–24. helyeken végző csapatok rájátszásban vesznek részt.

## Kiemelés
A 36 csapatot négy kalapba osztották be az UEFA-klub-együtthatójuk alapján.

| 1. kalap - Roma (101,000) - Manchester United (92,000) - Porto (77,000) - Ajax (67,000) - Rangers (63,000) - Eintracht Frankfurt (60,000) - Lazio (54,000) - Tottenham Hotspur (54,000) - Slavia Praha (53,000) 2. kalap - Real Sociedad (51,000) - AZ (50,000) - Braga (49,000) - Olimbiakósz (48,000) - Olympique Lyonnais (44,000) - PAÓK (37,000) - Fenerbahçe (36,000) - Makkabi Tel-Aviv (35,500) - Ferencváros (35,000) | 3. kalap - Qarabağ (33,000) - Galatasaray (31,500) - Viktoria Plzeň (28,000) - Bodø/Glimt (28,000) - Union SG (27,000) - Dinamo Kijiv (26,500) - Ludogorec Razgrad (26,000) - Midtjylland (25,500) - Malmö FF (18,500) 4. kalap - Athletic Bilbao (17,897) - Hoffenheim (17,324) - Nice (17,000) - Anderlecht (14,500) - Twente (12,260) - Beşiktaş (12,000) - FCSB (10,500) - RFS (8,000) - Elfsborg (4,300) |

## Sorsolás
Az alapszakasz sorsolására 2024. augusztus 30-án, 13 órától került sor. Minden csapathoz a négy kalapból két-két ellenfelet sorsoltak, és mindegyikből az egyik ellen pályaválasztóként, a másikkal pedig vendégként játszik. Két csapat ugyanabból a tagországból nem játszhat egymás ellen. Minden csapat legfeljebb két ellenféllel játszhat egy másik tagország csapatai közül. A manuálisan sorsolt csapatokhoz egy számítógépes szoftver véletlenszerűen rendelt ellenfeleket a szabályok alapján. A sorsolás döntött arról is, hogy a csapatok mely mérkőzéseket játsszák pályaválasztóként vagy vendégként.
| Csapat              | 1. kalap            | 1. kalap            | 2. kalap         | 2. kalap         | 3. kalap          | 3. kalap          | 4. kalap        | 4. kalap        |
| Csapat              | Hazai               | Vendég              | Hazai            | Vendég           | Hazai             | Vendég            | Hazai           | Vendég          |
| ------------------- | ------------------- | ------------------- | ---------------- | ---------------- | ----------------- | ----------------- | --------------- | --------------- |
| Roma                | Eintracht Frankfurt | Tottenham Hotspur   | Braga            | AZ               | Dinamo Kijiv      | Union SG          | Athletic Bilbao | Elfsborg        |
| Manchester United   | Rangers             | Porto               | PAÓK             | Fenerbahçe       | Bodø/Glimt        | Viktoria Plzeň    | Twente          | FCSB            |
| Porto               | Manchester United   | Lazio               | Olimbiakósz      | Makkabi Tel-Aviv | Midtjylland       | Bodø/Glimt        | Hoffenheim      | Anderlecht      |
| Ajax                | Lazio               | Slavia Praha        | Makkabi Tel-Aviv | Real Sociedad    | Galatasaray       | Qarabağ           | Beşiktaş        | RFS             |
| Rangers             | Tottenham Hotspur   | Manchester United   | Lyon             | Olimbiakósz      | Union SG          | Malmö FF          | FCSB            | Nice            |
| Eintracht Frankfurt | Slavia Praha        | Roma                | Ferencváros      | Lyon             | Viktoria Plzeň    | Midtjylland       | RFS             | Beşiktaş        |
| Lazio               | Porto               | Ajax                | Real Sociedad    | Braga            | Ludogorec Razgrad | Dinamo Kijiv      | Nice            | Twente          |
| Tottenham Hotspur   | Roma                | Rangers             | AZ               | Ferencváros      | Qarabağ           | Galatasaray       | Elfsborg        | Hoffenheim      |
| Slavia Praha        | Ajax                | Eintracht Frankfurt | Fenerbahçe       | PAÓK             | Malmö FF          | Ludogorec Razgrad | Anderlecht      | Athletic Bilbao |
|                     |                     |                     |                  |                  |                   |                   |                 |                 |
| Real Sociedad       | Ajax                | Lazio               | PAÓK             | Makkabi Tel-Aviv | Dinamo Kijiv      | Viktoria Plzeň    | Anderlecht      | Nice            |
| AZ                  | Roma                | Tottenham Hotspur   | Fenerbahçe       | Ferencváros      | Galatasaray       | Ludogorec Razgrad | Elfsborg        | Athletic Bilbao |
| Braga               | Lazio               | Roma                | Makkabi Tel-Aviv | Olimbiakósz      | Bodø/Glimt        | Union SG          | Hoffenheim      | Elfsborg        |
| Olimbiakósz         | Rangers             | Porto               | Braga            | Lyon             | Qarabağ           | Malmö FF          | Twente          | FCSB            |
| Lyon                | Eintracht Frankfurt | Rangers             | Olimbiakósz      | Fenerbahçe       | Ludogorec Razgrad | Qarabağ           | Beşiktaş        | Hoffenheim      |
| PAÓK                | Slavia Praha        | Manchester United   | Ferencváros      | Real Sociedad    | Viktoria Plzeň    | Galatasaray       | FCSB            | RFS             |
| Fenerbahçe          | Manchester United   | Slavia Praha        | Lyon             | AZ               | Union SG          | Midtjylland       | Athletic Bilbao | Twente          |
| Makkabi Tel-Aviv    | Porto               | Ajax                | Real Sociedad    | Braga            | Midtjylland       | Bodø/Glimt        | RFS             | Beşiktaş        |
| Ferencváros         | Tottenham Hotspur   | Eintracht Frankfurt | AZ               | PAÓK             | Malmö FF          | Dinamo Kijiv      | Nice            | Anderlecht      |
|                     |                     |                     |                  |                  |                   |                   |                 |                 |
| Qarabağ             | Ajax                | Tottenham Hotspur   | Lyon             | Olimbiakósz      | Malmö FF          | Bodø/Glimt        | FCSB            | Elfsborg        |
| Galatasaray         | Tottenham Hotspur   | Ajax                | PAÓK             | AZ               | Dinamo Kijiv      | Malmö FF          | Elfsborg        | RFS             |
| Viktoria Plzeň      | Manchester United   | Eintracht Frankfurt | Real Sociedad    | PAÓK             | Ludogorec Razgrad | Dinamo Kijiv      | Anderlecht      | Athletic Bilbao |
| Bodø/Glimt          | Porto               | Manchester United   | Makkabi Tel-Aviv | Braga            | Qarabağ           | Union SG          | Beşiktaş        | Nice            |
| Union SG            | Roma                | Rangers             | Braga            | Fenerbahçe       | Bodø/Glimt        | Midtjylland       | Nice            | Twente          |
| Dinamo Kijiv        | Lazio               | Roma                | Ferencváros      | Real Sociedad    | Viktoria Plzeň    | Galatasaray       | RFS             | Hoffenheim      |
| Ludogorec Razgrad   | Slavia Praha        | Lazio               | AZ               | Lyon             | Midtjylland       | Viktoria Plzeň    | Athletic Bilbao | Anderlecht      |
| Midtjylland         | Eintracht Frankfurt | Porto               | Fenerbahçe       | Makkabi Tel-Aviv | Union SG          | Ludogorec Razgrad | Hoffenheim      | FCSB            |
| Malmö FF            | Rangers             | Slavia Praha        | Olimbiakósz      | Ferencváros      | Galatasaray       | Qarabağ           | Twente          | Beşiktaş        |
|                     |                     |                     |                  |                  |                   |                   |                 |                 |
| Athletic Bilbao     | Slavia Praha        | Roma                | AZ               | Fenerbahçe       | Viktoria Plzeň    | Ludogorec Razgrad | Elfsborg        | Beşiktaş        |
| Hoffenheim          | Tottenham Hotspur   | Porto               | Lyon             | Braga            | Dinamo Kijiv      | Midtjylland       | FCSB            | Anderlecht      |
| Nice                | Rangers             | Lazio               | Real Sociedad    | Ferencváros      | Bodø/Glimt        | Union SG          | Twente          | Elfsborg        |
| Anderlecht          | Porto               | Slavia Praha        | Ferencváros      | Real Sociedad    | Ludogorec Razgrad | Viktoria Plzeň    | Hoffenheim      | RFS             |
| Twente              | Lazio               | Manchester United   | Fenerbahçe       | Olimbiakósz      | Union SG          | Malmö FF          | Beşiktaş        | Nice            |
| Beşiktaş            | Eintracht Frankfurt | Ajax                | Makkabi Tel-Aviv | Lyon             | Malmö FF          | Bodø/Glimt        | Athletic Bilbao | Twente          |
| FCSB                | Manchester United   | Rangers             | Olimbiakósz      | PAÓK             | Midtjylland       | Qarabağ           | RFS             | Hoffenheim      |
| RFS                 | Ajax                | Eintracht Frankfurt | PAÓK             | Makkabi Tel-Aviv | Galatasaray       | Dinamo Kijiv      | Anderlecht      | FCSB            |
| Elfsborg            | Roma                | Tottenham Hotspur   | Braga            | AZ               | Qarabağ           | Galatasaray       | Nice            | Athletic Bilbao |

## Tabella
A csapatokat először a pontok alapján rangsorolják (3 pont a győzelemért, 1 pont a döntetlenért, 0 pont a vereségért). Ha két vagy több csapat az alapszakasz befejezése után azonos pontszámmal áll, az alábbiak alapján kell meghatározni a sorrendet:
1. az alapszakasz mérkőzésein elért jobb gólkülönbség
2. az alapszakasz mérkőzésein szerzett több gól
3. az alapszakasz mérkőzésein idegenben szerzett több gól
4. az alapszakasz mérkőzésein szerzett több győzelem
5. az alapszakasz mérkőzésein idegenben szerzett több győzelem
6. az alapszakaszban lévő ellenfelek által együttesen szerzett több pont
7. az alapszakaszban lévő ellenfelek által együttesen elért jobb gólkülönbség
8. az alapszakaszban lévő ellenfelek által együttesen szerzett több gól
9. alacsonyabb fair play pontszám (piros lap = 3 pont, kiállítás két sárga lap után = 3 pont, sárga lap = 1 pont);
10. jobb UEFA-együttható

| Hely. | Csapat              | M | Gy | D | V | G+ | G– | Gk  | P  | Továbbjutás vagy kiesés                                 |
| ----- | ------------------- | - | -- | - | - | -- | -- | --- | -- | ------------------------------------------------------- |
| 1.    | Lazio               | 8 | 6  | 1 | 1 | 17 | 5  | +12 | 19 | Továbbjut a nyolcaddöntőbe (kiemeltként)                |
| 2.    | Athletic Club       | 8 | 6  | 1 | 1 | 15 | 7  | +8  | 19 | Továbbjut a nyolcaddöntőbe (kiemeltként)                |
| 3.    | Manchester United   | 8 | 5  | 3 | 0 | 16 | 9  | +7  | 18 | Továbbjut a nyolcaddöntőbe (kiemeltként)                |
| 4.    | Tottenham Hotspur   | 8 | 5  | 2 | 1 | 17 | 9  | +8  | 17 | Továbbjut a nyolcaddöntőbe (kiemeltként)                |
| 5.    | Eintracht Frankfurt | 8 | 5  | 1 | 2 | 14 | 10 | +4  | 16 | Továbbjut a nyolcaddöntőbe (kiemeltként)                |
| 6.    | Lyon                | 8 | 4  | 3 | 1 | 16 | 8  | +8  | 15 | Továbbjut a nyolcaddöntőbe (kiemeltként)                |
| 7.    | Olimbiakósz         | 8 | 4  | 3 | 1 | 9  | 3  | +6  | 15 | Továbbjut a nyolcaddöntőbe (kiemeltként)                |
| 8.    | Rangers             | 8 | 4  | 2 | 2 | 16 | 10 | +6  | 14 | Továbbjut a nyolcaddöntőbe (kiemeltként)                |
| 9.    | Bodø/Glimt          | 8 | 4  | 2 | 2 | 14 | 11 | +3  | 14 | Továbbjut a nyolcaddöntő rájátszásába (kiemeltként)     |
| 10.   | Anderlecht          | 8 | 4  | 2 | 2 | 14 | 12 | +2  | 14 | Továbbjut a nyolcaddöntő rájátszásába (kiemeltként)     |
| 11.   | FCSB                | 8 | 4  | 2 | 2 | 10 | 9  | +1  | 14 | Továbbjut a nyolcaddöntő rájátszásába (kiemeltként)     |
| 12.   | Ajax                | 8 | 4  | 1 | 3 | 16 | 8  | +8  | 13 | Továbbjut a nyolcaddöntő rájátszásába (kiemeltként)     |
| 13.   | Real Sociedad       | 8 | 4  | 1 | 3 | 13 | 9  | +4  | 13 | Továbbjut a nyolcaddöntő rájátszásába (kiemeltként)     |
| 14.   | Galatasaray         | 8 | 3  | 4 | 1 | 19 | 16 | +3  | 13 | Továbbjut a nyolcaddöntő rájátszásába (kiemeltként)     |
| 15.   | Roma                | 8 | 3  | 3 | 2 | 10 | 6  | +4  | 12 | Továbbjut a nyolcaddöntő rájátszásába (kiemeltként)     |
| 16.   | Viktoria Plzeň      | 8 | 3  | 3 | 2 | 13 | 12 | +1  | 12 | Továbbjut a nyolcaddöntő rájátszásába (kiemeltként)     |
| 17.   | Ferencváros         | 8 | 4  | 0 | 4 | 15 | 15 | 0   | 12 | Továbbjut a nyolcaddöntő rájátszásába (nem kiemeltként) |
| 18.   | Porto               | 8 | 3  | 2 | 3 | 13 | 11 | +2  | 11 | Továbbjut a nyolcaddöntő rájátszásába (nem kiemeltként) |
| 19.   | AZ                  | 8 | 3  | 2 | 3 | 13 | 13 | 0   | 11 | Továbbjut a nyolcaddöntő rájátszásába (nem kiemeltként) |
| 20.   | Midtjylland         | 8 | 3  | 2 | 3 | 9  | 9  | 0   | 11 | Továbbjut a nyolcaddöntő rájátszásába (nem kiemeltként) |
| 21.   | Union SG            | 8 | 3  | 2 | 3 | 8  | 8  | 0   | 11 | Továbbjut a nyolcaddöntő rájátszásába (nem kiemeltként) |
| 22.   | PAÓK                | 8 | 3  | 1 | 4 | 12 | 10 | +2  | 10 | Továbbjut a nyolcaddöntő rájátszásába (nem kiemeltként) |
| 23.   | Twente              | 8 | 2  | 4 | 2 | 8  | 9  | −1  | 10 | Továbbjut a nyolcaddöntő rájátszásába (nem kiemeltként) |
| 24.   | Fenerbahçe          | 8 | 2  | 4 | 2 | 9  | 11 | −2  | 10 | Továbbjut a nyolcaddöntő rájátszásába (nem kiemeltként) |
| 25.   | Braga               | 8 | 3  | 1 | 4 | 9  | 12 | −3  | 10 |                                                         |
| 26.   | Elfsborg            | 8 | 3  | 1 | 4 | 9  | 14 | −5  | 10 |                                                         |
| 27.   | Hoffenheim          | 8 | 2  | 3 | 3 | 11 | 14 | −3  | 9  |                                                         |
| 28.   | Beşiktaş            | 8 | 3  | 0 | 5 | 10 | 15 | −5  | 9  |                                                         |
| 29.   | Makkabi Tel-Aviv    | 8 | 2  | 0 | 6 | 8  | 17 | −9  | 6  |                                                         |
| 30.   | Slavia Praha        | 8 | 1  | 2 | 5 | 7  | 11 | −4  | 5  |                                                         |
| 31.   | Malmö               | 8 | 1  | 2 | 5 | 10 | 17 | −7  | 5  |                                                         |
| 32.   | RFS                 | 8 | 1  | 2 | 5 | 6  | 13 | −7  | 5  |                                                         |
| 33.   | Ludogorec Razgrad   | 8 | 0  | 4 | 4 | 4  | 11 | −7  | 4  |                                                         |
| 34.   | Dinamo Kijiv        | 8 | 1  | 1 | 6 | 5  | 18 | −13 | 4  |                                                         |
| 35.   | Nice                | 8 | 0  | 3 | 5 | 7  | 16 | −9  | 3  |                                                         |
| 36.   | Qarabağ             | 8 | 1  | 0 | 7 | 6  | 20 | −14 | 3  |                                                         |

## Összegzés
| Hazai               | Eredmény | Vendég           |
| ------------------- | -------- | ---------------- |
| AZ                  | 3–2      | Elfsborg         |
| Bodø/Glimt          | 3–2      | Porto            |
| Dinamo Kijiv        | 0–3      | Lazio            |
| Midtjylland         | 1–1      | Hoffenheim       |
| Galatasaray         | 3–1      | PAÓK             |
| Manchester United   | 1–1      | Twente           |
| Nice                | 1–1      | Real Sociedad    |
| Ludogorec Razgrad   | 0–2      | Slavia Praha     |
| Anderlecht          | 2–1      | Ferencváros      |
| Fenerbahçe          | 2–1      | Union SG         |
| Malmö FF            | 0–2      | Rangers          |
| Ajax                | 4–0      | Beşiktaş         |
| Roma                | 1–1      | Athletic Bilbao  |
| Eintracht Frankfurt | 3–3      | Viktoria Plzeň   |
| FCSB                | 4–1      | RFS              |
| Olympique Lyonnais  | 2–0      | Olimbiakósz      |
| Braga               | 2–1      | Makkabi Tel-Aviv |
| Tottenham Hotspur   | 3–0      | Qarabağ          |

| Hazai            | Eredmény | Vendég              |
| ---------------- | -------- | ------------------- |
| RFS              | 2–2      | Galatasaray         |
| Ferencváros      | 1–2      | Tottenham Hotspur   |
| Makkabi Tel-Aviv | 0–2      | Midtjylland         |
| Olimbiakósz      | 3–0      | Braga               |
| Qarabağ          | 1–2      | Malmö FF            |
| Real Sociedad    | 1–2      | Anderlecht          |
| Lazio            | 4–1      | Nice                |
| Slavia Praha     | 1–1      | Ajax                |
| Hoffenheim       | 2–0      | Dinamo Kijiv        |
| Athletic Bilbao  | 2–0      | AZ                  |
| Beşiktaş         | 1–3      | Eintracht Frankfurt |
| Porto            | 3–3      | Manchester United   |
| Twente           | 1–1      | Fenerbahçe          |
| Viktoria Plzeň   | 0–0      | Ludogorec Razgrad   |
| Elfsborg         | 1–0      | Roma                |
| PAÓK             | 0–1      | FCSB                |
| Union SG         | 0–0      | Bodø/Glimt          |
| Rangers          | 1–4      | Olympique Lyonnais  |

| Hazai               | Eredmény | Vendég            |
| ------------------- | -------- | ----------------- |
| Galatasaray         | 4–3      | Elfsborg          |
| Braga               | 1–2      | Bodø/Glimt        |
| Roma                | 1–0      | Dinamo Kijiv      |
| Eintracht Frankfurt | 1–0      | RFS               |
| Midtjylland         | 1–0      | Union SG          |
| Ferencváros         | 1–0      | Nice              |
| Makkabi Tel-Aviv    | 1–2      | Real Sociedad     |
| PAÓK                | 2–2      | Viktoria Plzeň    |
| Qarabağ             | 0–3      | Ajax              |
| Athletic Bilbao     | 1–0      | Slavia Praha      |
| Porto               | 2–0      | Hoffenheim        |
| Twente              | 0–2      | Lazio             |
| Fenerbahçe          | 1–1      | Manchester United |
| Malmö FF            | 0–1      | Olimbiakósz       |
| Olympique Lyonnais  | 0–1      | Beşiktaş          |
| Rangers             | 4–0      | FCSB              |
| Anderlecht          | 2–0      | Ludogorec Razgrad |
| Tottenham Hotspur   | 1–0      | AZ                |

| Hazai               | Eredmény | Vendég             |
| ------------------- | -------- | ------------------ |
| Beşiktaş            | 2–1      | Malmö FF           |
| Eintracht Frankfurt | 1–0      | Slavia Praha       |
| Bodø/Glimt          | 1–2      | Qarabağ            |
| FCSB                | 2–0      | Midtjylland        |
| Galatasaray         | 3–2      | Tottenham Hotspur  |
| Elfsborg            | 1–1      | Braga              |
| Nice                | 2–2      | Twente             |
| Olimbiakósz         | 1–1      | Rangers            |
| Ludogorec Razgrad   | 1–2      | Athletic Bilbao    |
| Union SG            | 1–1      | Roma               |
| Ajax                | 5–0      | Makkabi Tel-Aviv   |
| AZ                  | 3–1      | Fenerbahçe         |
| Dinamo Kijiv        | 0–4      | Ferencváros        |
| RFS                 | 1–1      | Anderlecht         |
| Viktoria Plzeň      | 2–1      | Real Sociedad      |
| Manchester United   | 2–0      | PAÓK               |
| Lazio               | 2–1      | Porto              |
| Hoffenheim          | 2–2      | Olympique Lyonnais |

| Hazai             | Eredmény | Vendég              |
| ----------------- | -------- | ------------------- |
| Athletic Bilbao   | 3–0      | Elfsborg            |
| AZ                | 1–1      | Galatasaray         |
| Beşiktaş          | 1–3      | Makkabi Tel-Aviv    |
| Dinamo Kijiv      | 1–2      | Viktoria Plzeň      |
| RFS               | 0–2      | PAÓK                |
| Qarabağ           | 1–4      | Olympique Lyonnais  |
| Anderlecht        | 2–2      | Porto               |
| Lazio             | 0–0      | Ludogorec Razgrad   |
| Midtjylland       | 1–2      | Eintracht Frankfurt |
| Twente            | 0–1      | Union SG            |
| Ferencváros       | 4–1      | Malmö FF            |
| FCSB              | 0–0      | Olimbiakósz         |
| Manchester United | 3–2      | Bodø/Glimt          |
| Nice              | 1–4      | Rangers             |
| Real Sociedad     | 2–0      | Ajax                |
| Braga             | 3–0      | Hoffenheim          |
| Slavia Praha      | 1–2      | Fenerbahçe          |
| Tottenham Hotspur | 2–2      | Roma                |

| Hazai              | Eredmény | Vendég              |
| ------------------ | -------- | ------------------- |
| Fenerbahçe         | 0–2      | Athletic Bilbao     |
| Roma               | 3–0      | Braga               |
| Viktoria Plzeň     | 1–2      | Manchester United   |
| Malmö FF           | 2–2      | Galatasaray         |
| Olimbiakósz        | 0–0      | Twente              |
| PAÓK               | 5–0      | Ferencváros         |
| Ludogorec Razgrad  | 2–2      | AZ                  |
| Union SG           | 2–1      | Nice                |
| Hoffenheim         | 0–0      | FCSB                |
| Ajax               | 1–3      | Lazio               |
| Porto              | 2–0      | Midtjylland         |
| Bodø/Glimt         | 2–1      | Beşiktaş            |
| Elfsborg           | 1–0      | Qarabağ             |
| Makkabi Tel-Aviv   | 2–1      | RFS                 |
| Olympique Lyonnais | 3–2      | Eintracht Frankfurt |
| Rangers            | 1–1      | Tottenham Hotspur   |
| Real Sociedad      | 3–0      | Dinamo Kijiv        |
| Slavia Praha       | 1–2      | Anderlecht          |

| Hazai               | Eredmény | Vendég             |
| ------------------- | -------- | ------------------ |
| Galatasaray         | 3–3      | Dinamo Kijiv       |
| Beşiktaş            | 4–1      | Athletic Bilbao    |
| AZ                  | 1–0      | Roma               |
| Porto               | 0–1      | Olimbiakósz        |
| Viktoria Plzeň      | 2–0      | Anderlecht         |
| Fenerbahçe          | 0–0      | Olympique Lyonnais |
| Bodø/Glimt          | 3–1      | Makkabi Tel-Aviv   |
| Malmö FF            | 2–3      | Twente             |
| Qarabağ             | 2–3      | FCSB               |
| Hoffenheim          | 2–3      | Tottenham Hotspur  |
| Eintracht Frankfurt | 2–0      | Ferencváros        |
| RFS                 | 1–0      | Ajax               |
| Elfsborg            | 1–0      | Nice               |
| Manchester United   | 2–1      | Rangers            |
| PAÓK                | 2–0      | Slavia Praha       |
| Ludogorec Razgrad   | 0–2      | Midtjylland        |
| Union SG            | 2–1      | Braga              |
| Lazio               | 3–1      | Real Sociedad      |

| Hazai              | Eredmény | Vendég              |
| ------------------ | -------- | ------------------- |
| Ajax               | 2–1      | Galatasaray         |
| Roma               | 2–0      | Eintracht Frankfurt |
| Athletic Bilbao    | 3–1      | Viktoria Plzeň      |
| Dinamo Kijiv       | 1–0      | RFS                 |
| Midtjylland        | 2–2      | Fenerbahçe          |
| Twente             | 1–0      | Beşiktaş            |
| Ferencváros        | 4–3      | AZ                  |
| FCSB               | 0–2      | Manchester United   |
| Makkabi Tel-Aviv   | 0–1      | Porto               |
| Nice               | 1–1      | Bodø/Glimt          |
| Olimbiakósz        | 3–0      | Qarabağ             |
| Olympique Lyonnais | 1–1      | Ludogorec Razgrad   |
| Rangers            | 2–1      | Union SG            |
| Real Sociedad      | 2–0      | PAÓK                |
| Anderlecht         | 3–4      | Hoffenheim          |
| Braga              | 1–0      | Lazio               |
| Slavia Praha       | 2–2      | Malmö FF            |
| Tottenham Hotspur  | 3–0      | Elfsborg            |

## Mérkőzések
A mérkőzések sorrendjét 2024. augusztus 31-én tették közzé, egy nappal a sorsolás után. Ennek célja az volt, hogy a naptár ne ütközzön az UEFA-bajnokok ligájában és a Konferencia Ligában, ugyanabban a városban játszó csapatokkal.
Alapvetően minden csapat legfeljebb két hazai vagy két idegenbeli mérkőzést játszik egymás után, valamint az első és az utolsó két játéknapon egy hazai és egy idegenbeli mérkőzést játszik. A mérkőzésekre szeptember 25–26-án (exkluzív hét), október 3-án, október 24-én, november 7-én, november 28-án, december 12-én, 2025. január 23-án és január 30-án kerül sor. Minden mérkőzést csütörtökön játszanak, kivéve az exkluzív hetet, amely szerdai mérkőzéseket is tartalmaz. A kezdési időpontok mindig közép-európai idő szerint 16:30, 18:45 és 21:00. Az utolsó játéknapon az összes mérkőzés azonos időben, 21:00-kor kezdődik.
Az időpontok közép-európai idő/közép-európai nyári idő szerint, zárójelben helyi idő szerint értendők.

### 1. játéknap
| 2024. szeptember 25. 18:45 |

| AZ                                        | 3–2               | Elfsborg             |
| ----------------------------------------- | ----------------- | -------------------- |
| van Bommel 44' 50' Parrott 74' (11-esből) | (1–1) Jegyzőkönyv | Ouma 23' Hedlund 53' |

| AFAS Stadion, Alkmaar Nézőszám: 16 371 Játékvezető: Juxhin Xhaja (albán) |

| 2024. szeptember 25. 18:45 |

| Bodø/Glimt             | 3–2               | Porto                |
| ---------------------- | ----------------- | -------------------- |
| Høgh 15' Hauge 40' 62' | (2–1) Jegyzőkönyv | Omorodion 8' Gül 90' |

| Aspmyra Stadion, Bodø Nézőszám: 7587 Játékvezető: Orel Grinfeld (izraeli) |

| 2024. szeptember 25. 21:00 |

| Dinamo Kijiv | 0–3               | Lazio                       |
| ------------ | ----------------- | --------------------------- |
|              | (0–3) Jegyzőkönyv | Dia 5' 35' Dele-Bashiru 34' |

| Volksparkstadion, Hamburg, Németország Nézőszám: 7751 Játékvezető: Anasztásziosz Szidirópulosz (görög) |

| 2024. szeptember 25. 21:00 |

| Midtjylland | 1–1               | Hoffenheim    |
| ----------- | ----------------- | ------------- |
| Osorio 42'  | (1–0) Jegyzőkönyv | Moerstedt 90' |

| MCH Arena, Herning Nézőszám: 8561 Játékvezető: Nenad Minaković (szerb) |

| 2024. szeptember 25. 21:00 (22:00 UTC+3) |

| Galatasaray                               | 3–1               | PAÓK                |
| ----------------------------------------- | ----------------- | ------------------- |
| Rahman 48' (öngól) Akgün 75' Icardi 90+5' | (0–0) Jegyzőkönyv | Konsztantéliasz 67' |

| Rams Park, Isztambul Nézőszám: 50 700 Játékvezető: Alejandro Hernández Hernández (spanyol) |

| 2024. szeptember 25. 21:00 (20:00 UTC+1) |

| Manchester United | 1–1               | Twente      |
| ----------------- | ----------------- | ----------- |
| Eriksen 35'       | (1–0) Jegyzőkönyv | Lammers 68' |

| Old Trafford, Manchester Nézőszám: 73 069 Játékvezető: Simone Sozza (olasz) |

| 2024. szeptember 25. 21:00 |

| Nice        | 1–1               | Real Sociedad   |
| ----------- | ----------------- | --------------- |
| Rosario 45' | (1–1) Jegyzőkönyv | Barrenetxea 18' |

| Allianz Riviera, Nizza Nézőszám: 20 545 Játékvezető: Morten Krogh (dán) |

| 2024. szeptember 25. 21:00 (22:00 UTC+3) |

| Ludogorec Razgrad | 0–2               | Slavia Praha           |
| ----------------- | ----------------- | ---------------------- |
|                   | (0–1) Jegyzőkönyv | Jurásek 37' Chytil 65' |

| Huvepharma Arena, Razgrad Nézőszám: 4761 Játékvezető: Jérôme Brisard (francia) |

| 2024. szeptember 25. 21:00 |

| Anderlecht                             | 2–1               | Ferencváros |
| -------------------------------------- | ----------------- | ----------- |
| Verschaeren 61' Dolberg 66' (11-esből) | (0–0) Jegyzőkönyv | Traoré 86'  |

| Constant Vanden Stock Stadion, Brüsszel Nézőszám: 15 417 Játékvezető: Julian Weinberger (osztrák) |

| 2024. szeptember 26. 18:45 (19:45 UTC+3) |

| Fenerbahçe                      | 2–1               | Union SG    |
| ------------------------------- | ----------------- | ----------- |
| Söyüncü 26' Burgess 82' (öngól) | (1–0) Jegyzőkönyv | Sykes 90+3' |

| Şükrü Saracoğlu Stadion, Isztambul Nézőszám: 31 760 Játékvezető: Benoît Bastien (francia) |

| 2024. szeptember 26. 18:45 |

| Malmö FF | 0–2               | Rangers                   |
| -------- | ----------------- | ------------------------- |
|          | (0–1) Jegyzőkönyv | Bajrami 1' McCausland 76' |

| Eleda Stadion, Malmö Nézőszám: 20 021 Játékvezető: Luis Godinho (portugál) |

| 2024. szeptember 26. 21:00 |

| Ajax                                  | 4–0               | Beşiktaş |
| ------------------------------------- | ----------------- | -------- |
| Fitz-Jim 31' Godts 51' 73' Taylor 55' | (1–0) Jegyzőkönyv |          |

| Johan Cruijff Arena, Amszterdam Nézőszám: 54 010 Játékvezető: John Brooks (angol) |

| 2024. szeptember 26. 21:00 |

| Roma       | 1–1               | Athletic Bilbao |
| ---------- | ----------------- | --------------- |
| Dovbik 32' | (1–0) Jegyzőkönyv | Paredes 85'     |

| Olimpiai Stadion, Róma Nézőszám: 63 072 Játékvezető: Georgi Kabakov (bolgár) |

| 2024. szeptember 26. 21:00 |

| Eintracht Frankfurt                        | 3–3               | Viktoria Plzeň                 |
| ------------------------------------------ | ----------------- | ------------------------------ |
| Ekitike 38' Dina Ebimbe 62' Kristensen 67' | (1–1) Jegyzőkönyv | Šulc 41' Adu 86' Jemelka 90+3' |

| Deutsche Bank Park, Frankfurt am Main Nézőszám: 56 500 Játékvezető: Mikola Olekszandrovics Balakin (ukrán) |

| 2024. szeptember 26. 21:00 (22:00 UTC+3) |

| FCSB                                     | 4–1               | RFS          |
| ---------------------------------------- | ----------------- | ------------ |
| Bîrligea 8' Ștefănescu 32' Olaru 58' 69' | (2–1) Jegyzőkönyv | Lipušček 23' |

| Nemzeti Stadion, Bukarest Nézőszám: 34 257 Játékvezető: Ricardo de Burgos Bengoetxea (spanyol) |

| 2024. szeptember 26. 21:00 |

| Olympique Lyonnais      | 2–0               | Olimbiakósz |
| ----------------------- | ----------------- | ----------- |
| Cherki 65' Benráhma 71' | (0–0) Jegyzőkönyv |             |

| Parc Olympique Lyonnais, Décines-Charpieu Nézőszám: 24 412 Játékvezető: Lawrence Visser (belga) |

| 2024. szeptember 26. 21:00 (20:00 UTC+1) |

| Braga                      | 2–1               | Makkabi Tel-Aviv      |
| -------------------------- | ----------------- | --------------------- |
| Bruma 88' 90+5' (11-esből) | (0–1) Jegyzőkönyv | Davida 30' (11-esből) |

| Estádio Municipal, Braga Nézőszám: 10 519 Játékvezető: Matej Jug (szlovén) |

| 2024. szeptember 26. 21:00 (20:00 UTC+1) |

| Tottenham Hotspur                | 3–0               | Qarabağ |
| -------------------------------- | ----------------- | ------- |
| Johnson 12' Sarr 52' Solanke 68' | (1–0) Jegyzőkönyv |         |

| Tottenham Hotspur Stadion, London Nézőszám: 51 757 Játékvezető: Willy Delajod (francia) |

### 2. játéknap
| 2024. október 3. 18:45 (19:45 UTC+3) |

| RFS                         | 2–2               | Galatasaray           |
| --------------------------- | ----------------- | --------------------- |
| Ikaunieks 40' Odisharia 55' | (1–2) Jegyzőkönyv | Mertens 12' Akgün 38' |

| LNK Sporta Parks, Riga Nézőszám: 8502 Játékvezető: Filip Glova (szlovák) |

| 2024. október 3. 18:45 |

| Ferencváros | 1–2               | Tottenham Hotspur    |
| ----------- | ----------------- | -------------------- |
| Varga 90'   | (0–1) Jegyzőkönyv | Sarr 23' Johnson 86' |

| Groupama Aréna, Budapest Nézőszám: 20 795 Játékvezető: Igor Pajač (horvát) |

| 2024. október 3. 18:45 |

| Makkabi Tel-Aviv | 0–2               | Midtjylland                 |
| ---------------- | ----------------- | --------------------------- |
|                  | (0–1) Jegyzőkönyv | Franculino 39' Chilufya 89' |

| Nézőszám: 200 Játékvezető: Giorgi Kruashvili (grúz) |

| 2024. október 3. 18:45 (19:45 UTC+3) |

| Olimbiakósz                | 3–0               | Braga |
| -------------------------- | ----------------- | ----- |
| El Kaabi 45' 59' Hezze 53' | (1–0) Jegyzőkönyv |       |

| Karaiszkákisz Stadion, Pireusz Nézőszám: 30 301 Játékvezető: Damian Sylwestrzak (lengyel) |

| 2024. október 3. 18:45 (20:45 UTC+4) |

| Qarabağ     | 1–2               | Malmö FF        |
| ----------- | ----------------- | --------------- |
| Juninho 15' | (1–1) Jegyzőkönyv | Botheim 19' 47' |

| Tofik Bahramov Stadion, Baku Nézőszám: 28 234 Játékvezető: Anastasios Papapetrou (görög) |

| 2024. október 3. 18:45 |

| Real Sociedad | 1–2               | Anderlecht            |
| ------------- | ----------------- | --------------------- |
| Marín 5'      | (1–2) Jegyzőkönyv | Vázquez 28' Leoni 39' |

| Estadio Anoeta, Donostia-San Sebastián Nézőszám: 30 985 Játékvezető: Marian Barbu (román) |

| 2024. október 3. 18:45 |

| Lazio                                                 | 4–1               | Nice     |
| ----------------------------------------------------- | ----------------- | -------- |
| Pedro 20' Castellanos 35' 53' Zaccagni 67' (11-esből) | (2–1) Jegyzőkönyv | Boga 41' |

| Olimpiai Stadion, Róma Nézőszám: 27 314 Játékvezető: Horațiu Feșnic (román) |

| 2024. október 3. 18:45 |

| Slavia Praha | 1–1               | Ajax                          |
| ------------ | ----------------- | ----------------------------- |
| Chorý 67'    | (0–1) Jegyzőkönyv | Van den Boomen 18' (11-esből) |

| Fortuna Arena, Prága Nézőszám: 19 296 Játékvezető: Andris Treimanis (lett) |

| 2024. október 3. 18:45 |

| Hoffenheim     | 2–0               | Dinamo Kijiv |
| -------------- | ----------------- | ------------ |
| Hložek 22' 60' | (1–0) Jegyzőkönyv |              |

| Rhein-Neckar-Arena, Sinsheim Nézőszám: 20 351 Játékvezető: Aleksandar Stavrev (északmacedón) |

| 2024. október 3. 21:00 |

| Athletic Bilbao            | 2–0               | AZ |
| -------------------------- | ----------------- | -- |
| I. Williams 72' Sancet 85' | (0–0) Jegyzőkönyv |    |

| San Mamés, Bilbao Nézőszám: 40 328 Játékvezető: Berke Balázs (magyar) |

| 2024. október 3. 21:00 (22:00 UTC+3) |

| Beşiktaş      | 1–3               | Eintracht Frankfurt                              |
| ------------- | ----------------- | ------------------------------------------------ |
| Masuaku 90+3' | (0–2) Jegyzőkönyv | Marmús 19' (11-esből) Dina Ebimbe 22' Knauff 82' |

| Beşiktaş Stadion, Isztambul Nézőszám: 35 305 Játékvezető: John Beaton (skót) |

| 2024. október 3. 21:00 (20:00 UTC+1) |

| Porto                      | 3–3               | Manchester United                     |
| -------------------------- | ----------------- | ------------------------------------- |
| Pepê 27' Omorodion 34' 50' | (2–2) Jegyzőkönyv | Rashford 7' Højlund 20' Maguire 90+1' |

| Estádio do Dragão, Porto Nézőszám: 49 211 Játékvezető: Tobias Stieler (német) |

| 2024. október 3. 21:00 |

| Twente   | 1–1               | Fenerbahçe |
| -------- | ----------------- | ---------- |
| Vlap 29' | (1–0) Jegyzőkönyv | Tadić 71'  |

| De Grolsch Veste, Enschede Nézőszám: 29 000 Játékvezető: Chris Kavanagh (angol) |

| 2024. október 3. 21:00 |

| Viktoria Plzeň | 0–0         | Ludogorec Razgrad |
| -------------- | ----------- | ----------------- |
|                | Jegyzőkönyv |                   |

| Doosan Arena, Plzeň Nézőszám: 10 317 Játékvezető: Bognár Tamás (magyar) |

| 2024. október 3. 21:00 |

| Elfsborg              | 1–0               | Roma |
| --------------------- | ----------------- | ---- |
| Baidoo 44' (11-esből) | (1–0) Jegyzőkönyv |      |

| Borås Arena, Borås Nézőszám: 11 978 Játékvezető: Kristo Tohver (észt) |

| 2024. október 3. 21:00 (22:00 UTC+3) |

| PAÓK | 0–1               | FCSB           |
| ---- | ----------------- | -------------- |
|      | (0–1) Jegyzőkönyv | Bîrligea 45+8' |

| Túmbasz Stadion, Szaloniki Nézőszám: 14 340 Játékvezető: Sascha Stegemann (német) |

| 2024. október 3. 21:00 |

| Union SG | 0–0         | Bodø/Glimt |
| -------- | ----------- | ---------- |
|          | Jegyzőkönyv |            |

| Constant Vanden Stock Stadion, Brüsszel Nézőszám: 5576 Játékvezető: Ondřej Berka (cseh) |

| 2024. október 3. 21:00 (20:00 UTC+1) |

| Rangers      | 1–4               | Olympique Lyonnais                 |
| ------------ | ----------------- | ---------------------------------- |
| Lawrence 14' | (1–3) Jegyzőkönyv | Fofana 10' 55' Lacazette 19' 45+1' |

| Ibrox Stadion, Glasgow Nézőszám: 41 981 Játékvezető: Sven Jablonski (német) |

### 3. játéknap
| 2024. október 23. 16:30 (17:30 UTC+3) |

| Galatasaray                                            | 4–3               | Elfsborg                                     |
| ------------------------------------------------------ | ----------------- | -------------------------------------------- |
| Icardi 28' Pettersson 39' (öngól) Yılmaz 44' Akgün 83' | (3–0) Jegyzőkönyv | Hult 52' Baidoo 65' (11-esből) Larsson 90+2' |

| Rams Park, Isztambul Nézőszám: 36 938 Játékvezető: Matej Jug (szlovén) |

| 2024. október 23. 16:30 (15:30 UTC+1) |

| Braga       | 1–2               | Bodø/Glimt              |
| ----------- | ----------------- | ----------------------- |
| Niakaté 64' | (0–0) Jegyzőkönyv | Evjen 53' Nielsen 90+4' |

| Estádio Municipal, Braga Nézőszám: 8253 Játékvezető: Nenad Minaković (szerb) |

| 2024. október 24. 18:45 |

| Roma                  | 1–0               | Dinamo Kijiv |
| --------------------- | ----------------- | ------------ |
| Dovbik 23' (11-esből) | (1–0) Jegyzőkönyv |              |

| Olimpiai Stadion, Róma Nézőszám: 61 624 Játékvezető: Serdar Gözübüyük (holland) |

| 2024. október 24. 18:45 |

| Eintracht Frankfurt | 1–0               | RFS |
| ------------------- | ----------------- | --- |
| Larsson 79'         | (0–0) Jegyzőkönyv |     |

| Deutsche Bank Park, Frankfurt am Main Nézőszám: 56 600 Játékvezető: Allard Lindhout (holland) |

| 2024. október 24. 18:45 |

| Midtjylland | 1–0               | Union SG |
| ----------- | ----------------- | -------- |
| Diao 18'    | (1–0) Jegyzőkönyv |          |

| MCH Arena, Herning Nézőszám: 8491 Játékvezető: Sebastian Gishamer (osztrák) |

| 2024. október 24. 18:45 |

| Ferencváros         | 1–0               | Nice |
| ------------------- | ----------------- | ---- |
| Bombito 15' (öngól) | (1–0) Jegyzőkönyv |      |

| Groupama Aréna, Budapest Nézőszám: 18 371 Játékvezető: Anastasios Sidiropoulos (görög) |

| 2024. október 24. 18:45 |

| Makkabi Tel-Aviv | 1–2               | Real Sociedad         |
| ---------------- | ----------------- | --------------------- |
| Turgeman 81'     | (0–1) Jegyzőkönyv | Pacheco 19' Gómez 64' |

| Partizan Stadion, Belgrád, Szerbia Nézőszám: 429 Játékvezető: Rohit Saggi (norvég) |

| 2024. október 24. 18:45 (19:45 UTC+3) |

| PAÓK                        | 2–2               | Viktoria Plzeň      |
| --------------------------- | ----------------- | ------------------- |
| Tissoudali 84' Rahman 90+3' | (0–2) Jegyzőkönyv | Havel 31' Vydra 39' |

| Túmbasz Stadion, Szaloniki Nézőszám: 16 144 Játékvezető: Urs Schnyder (svájci) |

| 2024. október 24. 18:45 (20:45 UTC+4) |

| Qarabağ | 0–3               | Ajax                                         |
| ------- | ----------------- | -------------------------------------------- |
|         | (0–1) Jegyzőkönyv | Taylor 36' Weghorst 74' (11-esből) Akpom 77' |

| Tofik Bahramov Stadion, Baku Nézőszám: 27 520 Játékvezető: Nick Walsh (skót) |

| 2024. október 24. 21:00 |

| Athletic Bilbao | 1–0               | Slavia Praha |
| --------------- | ----------------- | ------------ |
| N. Williams 33' | (1–0) Jegyzőkönyv |              |

| San Mamés, Bilbao Nézőszám: 47 776 Játékvezető: Morten Krogh (dán) |

| 2024. október 24. 21:00 (20:00 UTC+1) |

| Porto                     | 2–0               | Hoffenheim |
| ------------------------- | ----------------- | ---------- |
| Djaló 45+2' Omorodion 75' | (1–0) Jegyzőkönyv |            |

| Estádio do Dragão, Porto Nézőszám: 39 203 Játékvezető: Damian Sylwestrzak (lengyel) |

| 2024. október 24. 21:00 |

| Twente | 0–2               | Lazio                 |
| ------ | ----------------- | --------------------- |
|        | (0–1) Jegyzőkönyv | Pedro 35' Isaksen 87' |

| De Grolsch Veste, Enschede Nézőszám: 29 500 Játékvezető: Nikola Dabanović (montenegrói) |

| 2024. október 24. 21:00 (22:00 UTC+3) |

| Fenerbahçe    | 1–1               | Manchester United |
| ------------- | ----------------- | ----------------- |
| En-Nesyri 49' | (0–1) Jegyzőkönyv | Eriksen 15'       |

| Şükrü Saracoğlu Stadion, Isztambul Nézőszám: 41 443 Játékvezető: Clément Turpin (francia) |

| 2024. október 24. 21:00 |

| Malmö FF | 0–1               | Olimbiakósz  |
| -------- | ----------------- | ------------ |
|          | (0–1) Jegyzőkönyv | El Kaabi 30' |

| Eleda Stadion, Malmö Nézőszám: 19 478 Játékvezető: Simone Sozza (olasz) |

| 2024. október 24. 21:00 |

| Olympique Lyonnais | 0–1               | Beşiktaş      |
| ------------------ | ----------------- | ------------- |
|                    | (0–0) Jegyzőkönyv | Fernandes 71' |

| Parc Olympique Lyonnais, Décines-Charpieu Nézőszám: 27 350 Játékvezető: Harm Osmers (német) |

| 2024. október 24. 21:00 (20:00 UTC+1) |

| Rangers                                | 4–0               | FCSB |
| -------------------------------------- | ----------------- | ---- |
| Lawrence 10' Černý 31' 55' Igamane 71' | (2–0) Jegyzőkönyv |      |

| Ibrox Stadion, Glasgow Nézőszám: 41 191 Játékvezető: Marco Di Bello (olasz) |

| 2024. október 24. 21:00 |

| Anderlecht              | 2–0               | Ludogorec Razgrad |
| ----------------------- | ----------------- | ----------------- |
| Edozie 67' Dreyer 90+5' | (0–0) Jegyzőkönyv |                   |

| Constant Vanden Stock Stadion, Brüsszel Nézőszám: 18 000 Játékvezető: Filip Glova (szlovák) |

| 2024. október 24. 21:00 (20:00 UTC+1) |

| Tottenham Hotspur          | 1–0               | AZ |
| -------------------------- | ----------------- | -- |
| Richarlison 53' (11-esből) | (0–0) Jegyzőkönyv |    |

| Tottenham Hotspur Stadion, London Nézőszám: 53 438 Játékvezető: Manfredas Lukjančukas (litván) |

### 4. játéknap
| 2024. november 6. 16:30 (18:30 UTC+3) |

| Beşiktaş              | 2–1               | Malmö FF    |
| --------------------- | ----------------- | ----------- |
| Muçi 76' Kılıçsoy 85' | (0–0) Jegyzőkönyv | Rieks 90+3' |

| Beşiktaş Stadion, Isztambul Nézőszám: 24 652 Játékvezető: Sven Jablonski (német) |

| 2024. november 7. 18:45 |

| Eintracht Frankfurt | 1–0               | Slavia Praha |
| ------------------- | ----------------- | ------------ |
| Marmús 53'          | (0–0) Jegyzőkönyv |              |

| Deutsche Bank Park, Frankfurt am Main Nézőszám: 57 350 Játékvezető: Chris Kavanagh (angol) |

| 2024. november 7. 18:45 |

| Bodø/Glimt | 1–2               | Qarabağ                 |
| ---------- | ----------------- | ----------------------- |
| Berg 41'   | (1–1) Jegyzőkönyv | Bayramov 22' Zoubir 69' |

| Aspmyra Stadion, Bodø Nézőszám: 6011 Játékvezető: Luis Godinho (portugál) |

| 2024. november 7. 18:45 (19:45 UTC+2) |

| FCSB                    | 2–0               | Midtjylland |
| ----------------------- | ----------------- | ----------- |
| Tănase 16' Bîrligea 46' | (1–0) Jegyzőkönyv |             |

| Nemzeti Stadion, Bukarest Nézőszám: 37 152 Játékvezető: Duje Strukan (horvát) |

| 2024. november 7. 18:45 (20:45 UTC+3) |

| Galatasaray              | 3–2               | Tottenham Hotspur         |
| ------------------------ | ----------------- | ------------------------- |
| Akgün 6' Osimhen 31' 39' | (3–1) Jegyzőkönyv | Lankshear 18' Solanke 69' |

| Rams Park, Isztambul Nézőszám: 51 739 Játékvezető: Lawrence Visser (belga) |

| 2024. november 7. 18:45 |

| Elfsborg   | 1–1               | Braga            |
| ---------- | ----------------- | ---------------- |
| Holten 84' | (0–0) Jegyzőkönyv | Ouma 67' (öngól) |

| Borås Arena, Borås Nézőszám: 9402 Játékvezető: Juxhin Xhaja (albán) |

| 2024. november 7. 18:45 |

| Nice             | 2–2               | Twente                 |
| ---------------- | ----------------- | ---------------------- |
| Boga 66' Cho 88' | (0–1) Jegyzőkönyv | D. Rots 8' Lammers 60' |

| Allianz Riviera, Nizza Nézőszám: 11 144 Játékvezető: Berke Balázs (magyar) |

| 2024. november 7. 18:45 (19:45 UTC+2) |

| Olimbiakósz  | 1–1               | Rangers     |
| ------------ | ----------------- | ----------- |
| El Kaabi 56' | (0–0) Jegyzőkönyv | Dessers 64' |

| Karaiszkákisz Stadion, Pireusz Nézőszám: 31 795 Játékvezető: Sascha Stegemann (német) |

| 2024. november 7. 18:45 (19:45 UTC+2) |

| Ludogorec Razgrad | 1–2               | Athletic Bilbao             |
| ----------------- | ----------------- | --------------------------- |
| Erick Marcus 20'  | (1–0) Jegyzőkönyv | I. Williams 73' Serrano 74' |

| Huvepharma Arena, Razgrad Nézőszám: 9725 Játékvezető: Anastasios Papapetrou (görög) |

| 2024. november 7. 18:45 |

| Union SG         | 1–1               | Roma        |
| ---------------- | ----------------- | ----------- |
| Mac Allister 77' | (0–0) Jegyzőkönyv | Mancini 62' |

| Baldvin király Stadion, Brüsszel Nézőszám: 13 875 Játékvezető: Jérôme Brisard (francia) |

| 2024. november 7. 21:00 |

| Ajax                                                     | 5–0               | Makkabi Tel-Aviv |
| -------------------------------------------------------- | ----------------- | ---------------- |
| Traoré 14' Taylor 27' Godts 39' Brobbey 61' Fitz-Jim 69' | (3–0) Jegyzőkönyv |                  |

| Johan Cruijff Arena, Amszterdam Nézőszám: 53 719 Játékvezető: Ondřej Berka (cseh) |

| 2024. november 7. 21:00 |

| AZ                           | 3–1               | Fenerbahçe    |
| ---------------------------- | ----------------- | ------------- |
| Daal 59' Smit 75' Kasius 87' | (0–0) Jegyzőkönyv | En-Nesyri 70' |

| AFAS Stadion, Alkmaar Nézőszám: 15 383 Játékvezető: John Beaton (skót) |

| 2024. november 7. 21:00 |

| Dinamo Kijiv | 0–4               | Ferencváros                                    |
| ------------ | ----------------- | ---------------------------------------------- |
|              | (0–0) Jegyzőkönyv | Varga B. 54' 67' Zachariassen 56' Saldanha 76' |

| Volksparkstadion, Hamburg, Németország Nézőszám: 5338 Játékvezető: Mohammed Al-Hakim (svéd) |

| 2024. november 7. 21:00 (22:00 UTC+2) |

| RFS                  | 1–1               | Anderlecht     |
| -------------------- | ----------------- | -------------- |
| Ndiaye 90+6' (öngól) | (0–0) Jegyzőkönyv | Stroeykens 85' |

| LNK Sporta Parks, Riga Nézőszám: 4820 Játékvezető: Alekszandar Sztavrev (északmacedón) |

| 2024. november 7. 21:00 |

| Viktoria Plzeň      | 2–1               | Real Sociedad |
| ------------------- | ----------------- | ------------- |
| Adu 13' Kalvach 90' | (1–1) Jegyzőkönyv | Óskarsson 35' |

| Doosan Arena, Plzeň Nézőszám: 11 130 Játékvezető: Andris Treimanis (lett) |

| 2024. november 7. 21:00 (20:00 UTC+0) |

| Manchester United | 2–0               | PAÓK |
| ----------------- | ----------------- | ---- |
| Amad 50' 77'      | (0–0) Jegyzőkönyv |      |

| Old Trafford, Manchester Nézőszám: 73 174 Játékvezető: Radu Petrescu (román) |

| 2024. november 7. 21:00 |

| Lazio                       | 2–1               | Porto         |
| --------------------------- | ----------------- | ------------- |
| Romagnoli 45+2' Pedro 90+2' | (1–0) Jegyzőkönyv | Eustáquio 66' |

| Olimpiai Stadion, Róma Nézőszám: 29 576 Játékvezető: Georgi Kabakov (bolgár) |

| 2024. november 7. 21:00 |

| Hoffenheim                | 2–2               | Olympique Lyonnais        |
| ------------------------- | ----------------- | ------------------------- |
| Gendrey 47' Tohumcu 90+6' | (0–0) Jegyzőkönyv | Abner 66' Lacazette 90+3' |

| Rhein-Neckar-Arena, Sinsheim Nézőszám: 18 227 Játékvezető: Marian Barbu (román) |

### 5. játéknap
| 2024. november 28. 18:45 |

| Athletic Bilbao                  | 3–0               | Elfsborg |
| -------------------------------- | ----------------- | -------- |
| Boiro 6' Prados 24' Guruzeta 54' | (2–0) Jegyzőkönyv |          |

| San Mamés, Bilbao Nézőszám: 46 325 Játékvezető: Giorgi Kruashvili (grúz) |

| 2024. november 28. 18:45 |

| AZ         | 1–1               | Galatasaray |
| ---------- | ----------------- | ----------- |
| Mijnans 2' | (1–1) Jegyzőkönyv | Osimhen 43' |

| AFAS Stadion, Alkmaar Nézőszám: 16 229 Játékvezető: Horațiu Feșnic (román) |

| 2024. november 28. 18:45 (20:45 UTC+3) |

| Beşiktaş  | 1–3               | Makkabi Tel-Aviv                        |
| --------- | ----------------- | --------------------------------------- |
| Silva 38' | (1–2) Jegyzőkönyv | Kanichowsky 23' Peretz 45+3' Patati 81' |

| Nagyerdei Stadion, Debrecen, Magyarország Nézőszám: 0 Játékvezető: Simone Sozza (olasz) |

| 2024. november 28. 18:45 |

| Dinamo Kijiv  | 1–2               | Viktoria Plzeň     |
| ------------- | ----------------- | ------------------ |
| Kabayev 90+5' | (0–0) Jegyzőkönyv | Vydra 55' Šulc 90' |

| Volksparkstadion, Hamburg, Németország Nézőszám: 4456 Játékvezető: Luis Godinho (portugál) |

| 2024. november 28. 18:45 (19:45 UTC+2) |

| RFS | 0–2               | PAÓK                   |
| --- | ----------------- | ---------------------- |
|     | (0–1) Jegyzőkönyv | Despodov 2' Chalov 59' |

| Dazgava Stadion, Riga Nézőszám: 5346 Játékvezető: Julian Weinberger (osztrák) |

| 2024. november 28. 18:45 (21:45 UTC+4) |

| Qarabağ                | 1–4               | Olympique Lyonnais                        |
| ---------------------- | ----------------- | ----------------------------------------- |
| Juninho 88' (11-esből) | (0–1) Jegyzőkönyv | Mikautadze 15' 80' Tolisso 63' Fofana 68' |

| Tofik Bahramov Stadion, Baku Nézőszám: 22 563 Játékvezető: Nenad Minaković (szerb) |

| 2024. november 28. 18:45 |

| Anderlecht            | 2–2               | Porto                            |
| --------------------- | ----------------- | -------------------------------- |
| Degreef 52' Amuzu 86' | (0–1) Jegyzőkönyv | Galeno 24' (11-esből) Vieira 83' |

| Constant Vanden Stock Stadion, Brüsszel Nézőszám: 17 717 Játékvezető: Morten Krogh (dán) |

| 2024. november 28. 18:45 |

| Lazio | 0–0         | Ludogorec Razgrad |
| ----- | ----------- | ----------------- |
|       | Jegyzőkönyv |                   |

| Olimpiai Stadion, Róma Nézőszám: 27 259 Játékvezető: Duje Strukan (horvát) |

| 2024. november 28. 21:00 |

| Midtjylland         | 1–2               | Eintracht Frankfurt              |
| ------------------- | ----------------- | -------------------------------- |
| Collins 48' (öngól) | (0–1) Jegyzőkönyv | Larsson 7' Marmús 57' (11-esből) |

| MCH Arena, Herning Nézőszám: 9521 Játékvezető: Craig Pawson (angol) |

| 2024. november 28. 21:00 |

| Twente | 0–1               | Union SG    |
| ------ | ----------------- | ----------- |
|        | (0–1) Jegyzőkönyv | Fuseini 11' |

| De Grolsch Veste, Enschede Nézőszám: 26 500 Játékvezető: John Beaton (skót) |

| 2024. november 28. 21:00 |

| Ferencváros                                   | 4–1               | Malmö FF               |
| --------------------------------------------- | ----------------- | ---------------------- |
| Varga B. 8' (11-esből) 11' Kady 53' Cissé 74' | (2–1) Jegyzőkönyv | Botheim 18' (11-esből) |

| Groupama Aréna, Budapest Nézőszám: 18 891 Játékvezető: Aliyar Aghayev (azeri) |

| 2024. november 28. 21:00 (22:00 UTC+2) |

| FCSB | 0–0         | Olimbiakósz |
| ---- | ----------- | ----------- |
|      | Jegyzőkönyv |             |

| Nemzeti Stadion, Bukarest Nézőszám: 43 572 Játékvezető: Sebastian Gishamer (osztrák) |

| 2024. november 28. 21:00 (20:00 UTC+0) |

| Manchester United           | 3–2               | Bodø/Glimt                |
| --------------------------- | ----------------- | ------------------------- |
| Garnacho 1' Højlund 45' 50' | (2–2) Jegyzőkönyv | Evjen 19' Zinckernage 23' |

| Old Trafford, Manchester Nézőszám: 72 985 Játékvezető: Lawrence Visser (belga) |

| 2024. november 28. 21:00 |

| Nice         | 1–4               | Rangers                                  |
| ------------ | ----------------- | ---------------------------------------- |
| Bouanani 83' | (0–3) Jegyzőkönyv | Černý 35' Diomande 38' Igamane 45+3' 54' |

| Allianz Riviera, Nizza Nézőszám: 18 008 Játékvezető: Ricardo de Burgos Bengoetxea (spanyol) |

| 2024. november 28. 21:00 |

| Real Sociedad            | 2–0               | Ajax |
| ------------------------ | ----------------- | ---- |
| Barrentexea 67' Kubo 85' | (0–0) Jegyzőkönyv |      |

| Estadio Anoeta, Donostia-San Sebastián Nézőszám: 32 786 Játékvezető: Matej Jug (szlovén) |

| 2024. november 28. 21:00 (20:00 UTC+0) |

| Braga                                | 3–0               | Hoffenheim |
| ------------------------------------ | ----------------- | ---------- |
| Bruma 2' Fernandes 8' Carvalho 90+5' | (2–0) Jegyzőkönyv |            |

| Estádio Municipal, Braga Nézőszám: 10 010 Játékvezető: Igor Pajač (horvát) |

| 2024. november 28. 21:00 |

| Slavia Praha | 1–2               | Fenerbahçe              |
| ------------ | ----------------- | ----------------------- |
| Chorý 7'     | (1–1) Jegyzőkönyv | Džeko 35' En-Nesyri 85' |

| Fortuna Arena, Prága Nézőszám: 19 308 Játékvezető: Sascha Stegemann (német) |

| 2024. november 28. 21:00 (20:00 UTC+0) |

| Tottenham Hotspur                       | 2–2               | Roma                     |
| --------------------------------------- | ----------------- | ------------------------ |
| Son Heung-min 5' (11-esből) Johnson 33' | (2–1) Jegyzőkönyv | Ndicka 20' Hummels 90+1' |

| Tottenham Hotspur Stadion, London Nézőszám: 53 378 Játékvezető: Glenn Nyberg (svéd) |

### 6. játéknap
| 2024. december 11. 16:30 (18:30 UTC+3) |

| Fenerbahçe | 0–2               | Athletic Bilbao    |
| ---------- | ----------------- | ------------------ |
|            | (0–2) Jegyzőkönyv | I. Williams 5' 45' |

| Şükrü Saracoğlu Stadion, Isztambul Nézőszám: 35 263 Játékvezető: Irfan Peljto (bosznia-hercegovinai) |

| 2024. december 12. 18:45 |

| Roma                                        | 3–0               | Braga |
| ------------------------------------------- | ----------------- | ----- |
| Pellegrini 10' Abdulhamid 47' Hermoso 90+1' | (1–0) Jegyzőkönyv |       |

| Olimpiai Stadion, Róma Nézőszám: 59 085 Játékvezető: Daniel Siebert (német) |

| 2024. december 12. 18:45 |

| Viktoria Plzeň | 1–2               | Manchester United |
| -------------- | ----------------- | ----------------- |
| Vydra 48'      | (0–0) Jegyzőkönyv | Højlund 62' 88'   |

| Doosan Arena, Plzeň Nézőszám: 11 320 Játékvezető: Marian Barbu (román) |

| 2024. december 12. 18:45 |

| Malmö FF               | 2–2               | Galatasaray          |
| ---------------------- | ----------------- | -------------------- |
| Botheim 24' Peña 90+2' | (1–1) Jegyzőkönyv | Jelert 43' Akgün 56' |

| Eleda Stadion, Malmö Nézőszám: 19 489 Játékvezető: John Brooks (angol) |

| 2024. december 12. 18:45 (19:45 UTC+2) |

| Olimbiakósz | 0–0         | Twente |
| ----------- | ----------- | ------ |
|             | Jegyzőkönyv |        |

| Karaiszkákisz Stadion, Pireusz Nézőszám: 31 600 Játékvezető: Jérôme Brisard (francia) |

| 2024. december 12. 18:45 (19:45 UTC+2) |

| PAÓK                                                                   | 5–0               | Ferencváros |
| ---------------------------------------------------------------------- | ----------------- | ----------- |
| Taison 10' Brandon 29' Csalov 76' Živković 80' (11-esből) Despodov 89' | (2–0) Jegyzőkönyv |             |

| Túmbasz Stadion, Szaloniki Nézőszám: 18 121 Játékvezető: Guillermo Cuadra Fernández (spanyol) |

| 2024. december 12. 18:45 (19:45 UTC+2) |

| Ludogorec Razgrad    | 2–2               | AZ                         |
| -------------------- | ----------------- | -------------------------- |
| Chochev 60' Duah 63' | (0–2) Jegyzőkönyv | Van Bommel 13' Maikuma 19' |

| Huvepharma Arena, Razgrad Nézőszám: 4245 Játékvezető: Kristo Tohver (észt) |

| 2024. december 12. 18:45 |

| Union SG           | 2–1               | Nice           |
| ------------------ | ----------------- | -------------- |
| Ivanović 33' 90+2' | (1–1) Jegyzőkönyv | Guessand 45+1' |

| Constant Vanden Stock Stadion, Brüsszel Nézőszám: 7501 Játékvezető: Chris Kavanagh (angol) |

| 2024. december 12. 18:45 |

| Hoffenheim | 0–0         | FCSB |
| ---------- | ----------- | ---- |
|            | Jegyzőkönyv |      |

| Rhein-Neckar-Arena, Sinsheim Nézőszám: 23 223 Játékvezető: Juxhin Xhaja (albán) |

| 2024. december 12. 21:00 |

| Ajax       | 1–3               | Lazio                                   |
| ---------- | ----------------- | --------------------------------------- |
| Traoré 47' | (0–1) Jegyzőkönyv | Tchaouna 12' Dele-Bashiru 52' Pedro 77' |

| Johan Cruijff Arena, Amszterdam Nézőszám: 50 127 Játékvezető: Ivan Kružliak (szlovák) |

| 2024. december 12. 21:00 (20:00 UTC+0) |

| Porto                   | 2–0               | Midtjylland |
| ----------------------- | ----------------- | ----------- |
| Namaso 30' Aghehowa 56' | (1–0) Jegyzőkönyv |             |

| Estádio do Dragão, Porto Nézőszám: 36 619 Játékvezető: Alekszandar Sztavrev (északmacedón) |

| 2024. december 12. 21:00 |

| Bodø/Glimt                    | 2–1               | Beşiktaş      |
| ----------------------------- | ----------------- | ------------- |
| Zinckernagel 37' Bjørtuft 43' | (2–1) Jegyzőkönyv | Fernandes 21' |

| Aspmyra Stadion, Bodø Nézőszám: 5813 Játékvezető: Filip Glova (szlovák) |

| 2024. december 12. 21:00 |

| Elfsborg  | 1–0               | Qarabağ |
| --------- | ----------------- | ------- |
| Qasem 57' | (0–0) Jegyzőkönyv |         |

| Borås Arena, Borås Nézőszám: 6278 Játékvezető: António Nobre (portugál) |

| 2024. december 12. 21:00 |

| Makkabi Tel-Aviv        | 2–1               | RFS            |
| ----------------------- | ----------------- | -------------- |
| Nachmias 16' Stojić 69' | (1–0) Jegyzőkönyv | Savaļnieks 52' |

| Partizan Stadion, Belgrád, Szerbia Nézőszám: 253 Játékvezető: Bognár Tamás (magyar) |

| 2024. december 12. 21:00 |

| Olympique Lyonnais               | 3–2               | Eintracht Frankfurt   |
| -------------------------------- | ----------------- | --------------------- |
| Cherki 27' Fofana 50' Nuamah 54' | (1–1) Jegyzőkönyv | Knauff 18' Marmús 85' |

| Parc Olympique Lyonnais, Décines-Charpieu Nézőszám: 41 091 Játékvezető: Andris Treimanis (lett) |

| 2024. december 12. 21:00 (20:00 UTC+0) |

| Rangers     | 1–1               | Tottenham Hotspur |
| ----------- | ----------------- | ----------------- |
| Igamane 47' | (0–0) Jegyzőkönyv | Kulusevski 75'    |

| Ibrox Stadion, Glasgow Nézőszám: 48 064 Játékvezető: Sandro Schärer (svájci) |

| 2024. december 12. 21:00 |

| Real Sociedad                | 3–0               | Dinamo Kijiv |
| ---------------------------- | ----------------- | ------------ |
| Oyarzabal 19' 33' Becker 24' | (3–0) Jegyzőkönyv |              |

| Estadio Anoeta, Donostia-San Sebastián Nézőszám: 26 457 Játékvezető: Harm Osmers (német) |

| 2024. december 12. 21:00 |

| Slavia Praha | 1–2               | Anderlecht                |
| ------------ | ----------------- | ------------------------- |
| Chorý 58'    | (0–2) Jegyzőkönyv | Angulo 8' Verschaeren 31' |

| Fortuna Arena, Prága Nézőszám: 19 167 Játékvezető: Anastasios Papapetrou (görög) |

### 7. játéknap
| 2025. január 21. 16:30 (18:30 UTC+3) |

| Galatasaray                                    | 3–3               | Dinamo Kijiv                 |
| ---------------------------------------------- | ----------------- | ---------------------------- |
| Sánchez 6' Bardakcı 21' Osimhen 53' (11-esből) | (2–1) Jegyzőkönyv | Vanat 44' Jarmolenko 68' 81' |

| Rams Park, Isztambul Nézőszám: 45 273 Játékvezető: Kristo Tohver (észt) |

| 2025. január 22. 16:30 (18:30 UTC+3) |

| Beşiktaş                                              | 4–1               | Athletic Bilbao |
| ----------------------------------------------------- | ----------------- | --------------- |
| Rashica 17' 60' Silva 77' João Mário 90+2' (11-esből) | (1–1) Jegyzőkönyv | Gómez 45'       |

| Beşiktaş Stadion, Isztambul Nézőszám: 35 980 Játékvezető: Julian Weinberger (osztrák) |

| 2025. január 23. 18:45 |

| AZ          | 1–0               | Roma |
| ----------- | ----------------- | ---- |
| Parrott 80' | (0–0) Jegyzőkönyv |      |

| AFAS Stadion, Alkmaar Nézőszám: 18 635 Játékvezető: Irfan Peljto (bosznia-hercegovinai) |

| 2025. január 23. 18:45 (17:45 UTC+0) |

| Porto | 0–1               | Olimbiakósz  |
| ----- | ----------------- | ------------ |
|       | (0–0) Jegyzőkönyv | El Kaabi 79' |

| Estádio do Dragão, Porto Nézőszám: 35 357 Játékvezető: Clément Turpin (francia) |

| 2025. január 23. 18:45 |

| Viktoria Plzeň  | 2–0               | Anderlecht |
| --------------- | ----------------- | ---------- |
| Červ 3' Adu 45' | (2–0) Jegyzőkönyv |            |

| Doosan Arena, Plzeň Nézőszám: 10 972 Játékvezető: António Nobre (portugál) |

| 2025. január 23. 18:45 (20:45 UTC+3) |

| Fenerbahçe | 0–0         | Olympique Lyonnais |
| ---------- | ----------- | ------------------ |
|            | Jegyzőkönyv |                    |

| Şükrü Saracoğlu Stadion, Isztambul Nézőszám: 36 722 Játékvezető: Simone Sozza (olasz) |

| 2025. január 23. 18:45 |

| Bodø/Glimt                        | 3–1               | Makkabi Tel-Aviv |
| --------------------------------- | ----------------- | ---------------- |
| Høgh 39' 65' (11-esből) Evjen 62' | (1–1) Jegyzőkönyv | Peretz 12'       |

| Aspmyra Stadion, Bodø Nézőszám: 3 989 Játékvezető: Ricardo de Burgos Bengoetxea (spanyol) |

| 2025. január 23. 18:45 |

| Malmö FF                     | 2–3               | Twente                                                               |
| ---------------------------- | ----------------- | -------------------------------------------------------------------- |
| Johnsen 32' Christiansen 79' | (1–1) Jegyzőkönyv | Steijn 28' (11-esből) van Wolfswinkel 61' (11-esből) Lagerbielke 64' |

| Eleda Stadion, Malmö Nézőszám: 16 432 Játékvezető: Sascha Stegemann (német) |

| 2025. január 23. 18:45 (21:45 UTC+4) |

| Qarabağ                     | 2–3               | FCSB                       |
| --------------------------- | ----------------- | -------------------------- |
| Andrade 1' Dawa 41' (öngól) | (2–2) Jegyzőkönyv | Șut 7' 73' Miculescu 45+4' |

| Tofik Bahramov Stadion, Baku Nézőszám: 16 583 Játékvezető: Filip Glova (szlovák) |

| 2025. január 23. 18:45 |

| Hoffenheim          | 2–3               | Tottenham Hotspur        |
| ------------------- | ----------------- | ------------------------ |
| Stach 68' Mokwa 88' | (0–2) Jegyzőkönyv | Maddison 3' Szon 22' 77' |

| Rhein-Neckar-Arena, Sinsheim Nézőszám: 30 150 Játékvezető: Morten Krogh (dán) |

| 2025. január 23. 21:00 |

| Eintracht Frankfurt  | 2–0               | Ferencváros |
| -------------------- | ----------------- | ----------- |
| Uzun 49' Ekitike 59' | (0–0) Jegyzőkönyv |             |

| Deutsche Bank Park, Frankfurt am Main Nézőszám: 55 500 Játékvezető: Enea Jorgji (albán) |

| 2025. január 23. 21:00 (22:00 UTC+2) |

| RFS           | 1–0               | Ajax |
| ------------- | ----------------- | ---- |
| Markhiyev 78' | (0–0) Jegyzőkönyv |      |

| LNK Sporta Parks, Riga Nézőszám: 10 233 Játékvezető: Marian Barbu (román) |

| 2025. január 23. 21:00 |

| Elfsborg       | 1–0               | Nice |
| -------------- | ----------------- | ---- |
| Henriksson 62' | (0–0) Jegyzőkönyv |      |

| Borås Arena, Borås Nézőszám: 7566 Játékvezető: Igor Pajač (horvát) |

| 2025. január 23. 21:00 (20:00 UTC+0) |

| Manchester United                   | 2–1               | Rangers     |
| ----------------------------------- | ----------------- | ----------- |
| Butland 52' (öngól) Fernandes 90+2' | (0–0) Jegyzőkönyv | Dessers 88' |

| Old Trafford, Manchester Nézőszám: 73 288 Játékvezető: Erik Lambrechts (belga) |

| 2025. január 23. 21:00 (22:00 UTC+2) |

| PAÓK                                    | 2–0               | Slavia Praha |
| --------------------------------------- | ----------------- | ------------ |
| Schwab 26' (11-esből) Konstantelias 56' | (1–0) Jegyzőkönyv |              |

| Túmbasz Stadion, Szaloniki Nézőszám: 17 507 Játékvezető: Matej Jug (szlovén) |

| 2025. január 23. 21:00 (22:00 UTC+2) |

| Ludogorec Razgrad | 0–2               | Midtjylland             |
| ----------------- | ----------------- | ----------------------- |
|                   | (0–1) Jegyzőkönyv | Osorio 18' Byskov 90+5' |

| Huvepharma Arena, Razgrad Nézőszám: 3 847 Játékvezető: Mohammed Al-Hakim (svéd) |

| 2025. január 23. 21:00 |

| Union SG         | 2–1               | Braga        |
| ---------------- | ----------------- | ------------ |
| Ivanović 50' 74' | (0–1) Jegyzőkönyv | el-Úzání 16' |

| Constant Vanden Stock Stadion, Brüsszel Nézőszám: 7 729 Játékvezető: Nick Walsh (skót) |

| 2025. január 23. 21:00 |

| Lazio                                | 3–1               | Real Sociedad   |
| ------------------------------------ | ----------------- | --------------- |
| Gila 5' Zaccagni 32' Castellanos 34' | (3–0) Jegyzőkönyv | Barrenetxea 82' |

| Olimpiai Stadion, Róma Nézőszám: 32 635 Játékvezető: Lawrence Visser (belga) |

### 8. játéknap
| 2025. január 30. 21:00 |

| Ajax                    | 2–1               | Galatasaray   |
| ----------------------- | ----------------- | ------------- |
| Traoré 23' Fitz-Jim 58' | (1–0) Jegyzőkönyv | Osimhen 90+4' |

| Johan Cruijff Arena, Amszterdam Nézőszám: 54 100 Játékvezető: Jesús Gil Manzano (spanyol) |

| 2025. január 30. 21:00 |

| Roma                        | 2–0               | Eintracht Frankfurt |
| --------------------------- | ----------------- | ------------------- |
| Angeliño 44' Shomurodov 69' | (1–0) Jegyzőkönyv |                     |

| Olimpiai Stadion, Róma Nézőszám: 64 458 Játékvezető: Rade Obrenović (szlovén) |

| 2025. január 30. 21:00 |

| Athletic Bilbao                          | 3–1               | Viktoria Plzeň |
| ---------------------------------------- | ----------------- | -------------- |
| N. Williams 25' Álvarez 64' Martón 90+5' | (1–0) Jegyzőkönyv | Havel 71'      |

| San Mamés, Bilbao Nézőszám: 45 471 Játékvezető: Matej Jug (szlovén) |

| 2025. január 30. 21:00 |

| Dinamo Kijiv   | 1–0               | RFS |
| -------------- | ----------------- | --- |
| Pikhalonok 76' | (0–0) Jegyzőkönyv |     |

| Volksparkstadion, Hamburg, Németország Nézőszám: 3698 Játékvezető: Orel Grinfeld (izraeli) |

| 2025. január 30. 21:00 |

| Midtjylland            | 2–2               | Fenerbahçe              |
| ---------------------- | ----------------- | ----------------------- |
| Diao 27' Andreasen 86' | (1–1) Jegyzőkönyv | En-Nesyri 39' Džeko 47' |

| MCH Arena, Herning Nézőszám: 9693 Játékvezető: Luis Godinho (portugál) |

| 2025. január 30. 21:00 |

| Twente   | 1–0               | Beşiktaş |
| -------- | ----------------- | -------- |
| Rots 76' | (0–0) Jegyzőkönyv |          |

| De Grolsch Veste, Enschede Nézőszám: 28 500 Játékvezető: Szymon Marciniak (lengyel) |

| 2025. január 30. 21:00 |

| Ferencváros                                             | 4–3               | AZ                            |
| ------------------------------------------------------- | ----------------- | ----------------------------- |
| Ben Romdán 9' 45' Adama Traoré 34' Varga 82' (11-esből) | (3–0) Jegyzőkönyv | Mijnans 76' 90+5' Parrott 90' |

| Groupama Aréna, Budapest Nézőszám: 18 657 Játékvezető: Nenad Minaković (szerb) |

| 2025. január 30. 21:00 (22:00 UTC+2) |

| FCSB | 0–2               | Manchester United    |
| ---- | ----------------- | -------------------- |
|      | (0–0) Jegyzőkönyv | Dalot 60' Mainoo 68' |

| Nemzeti Stadion, Bukarest Nézőszám: 50 128 Játékvezető: Harm Osmers (német) |

| 2025. január 30. 21:00 |

| Makkabi Tel-Aviv | 0–1               | Porto        |
| ---------------- | ----------------- | ------------ |
|                  | (0–0) Jegyzőkönyv | González 58' |

| Partizan Stadion, Belgrád Nézőszám: 673 Játékvezető: Nikola Dabanović (montenegrói) |

| 2025. január 30. 21:00 |

| Nice        | 1–1               | Bodø/Glimt  |
| ----------- | ----------------- | ----------- |
| Búanání 74' | (0–0) Jegyzőkönyv | Bjørkan 54' |

| Allianz Riviera, Nizza Nézőszám: 4 294 Játékvezető: Juxhin Xhaja (albán) |

| 2025. január 30. 21:00 (22:00 UTC+2) |

| Olimbiakósz                  | 3–0               | Qarabağ |
| ---------------------------- | ----------------- | ------- |
| el-Kabí 56' 60' Biancone 89' | (0–0) Jegyzőkönyv |         |

| Karaiszkákisz Stadion, Pireusz Nézőszám: 31 500 Játékvezető: Radu Petrescu (román) |

| 2025. január 30. 21:00 |

| Olympique Lyonnais | 1–1               | Ludogorec Razgrad |
| ------------------ | ----------------- | ----------------- |
| Tolisso 54'        | (0–0) Jegyzőkönyv | Almeida 77'       |

| Parc Olympique Lyonnais, Décines-Charpieu Nézőszám: 35 448 Játékvezető: Anasztásziosz Szidirópulosz (görög) |

| 2025. január 30. 21:00 (20:00 UTC+0) |

| Rangers              | 2–1               | Union SG         |
| -------------------- | ----------------- | ---------------- |
| Raskin 21' Černý 55' | (1–0) Jegyzőkönyv | Mac Allister 83' |

| Ibrox Stadion, Glasgow Nézőszám: 46 993 Játékvezető: Damian Sylwestrzak (lengyel) |

| 2025. január 30. 21:00 |

| Real Sociedad     | 2–0               | PAÓK |
| ----------------- | ----------------- | ---- |
| Óskarsson 43' 48' | (1–0) Jegyzőkönyv |      |

| Estadio Anoeta, Donostia-San Sebastián Nézőszám: 23 872 Játékvezető: John Beaton (skót) |

| 2025. január 30. 21:00 |

| Anderlecht                            | 3–4               | Hoffenheim                                            |
| ------------------------------------- | ----------------- | ----------------------------------------------------- |
| Vázquez 18' Goto 79' Augustinsson 88' | (1–1) Jegyzőkönyv | Sardella 41' (öngól) Bischof 54' Mokwa 59' Hložek 65' |

| Constant Vanden Stock Stadion, Brüsszel Nézőszám: 17 839 Játékvezető: Giorgi Kruasvili (grúz) |

| 2025. január 30. 21:00 (20:00 UTC+0) |

| Braga    | 1–0               | Lazio |
| -------- | ----------------- | ----- |
| Horta 6' | (1–0) Jegyzőkönyv |       |

| Estádio Municipal, Braga Nézőszám: 10 438 Játékvezető: John Brooks (angol) |

| 2025. január 30. 21:00 |

| Slavia Praha          | 2–2               | Malmö FF          |
| --------------------- | ----------------- | ----------------- |
| Chorý 46' Schranz 76' | (0–0) Jegyzőkönyv | Ali 69' Bolin 71' |

| Fortuna Arena, Prága Nézőszám: 10 438 Játékvezető: Allard Lindhout (holland) |

| 2025. január 30. 21:00 (20:00 UTC+0) |

| Tottenham Hotspur                | 3–0               | Elfsborg |
| -------------------------------- | ----------------- | -------- |
| Scarlett 70' Ajayi 84' Moore 76' | (0–0) Jegyzőkönyv |          |

| Tottenham Hotspur Stadion, London Nézőszám: 57 337 Játékvezető: Sebastian Gishamer (osztrák) |